# Skalpel, prosím
Skalpel, prosím é um filme de drama tchecoslovaco de 1985 dirigido e escrito por Jiří Svoboda e Valja Stýblová. Foi selecionado como represente da Tchecoslováquia à edição do Oscar 1986, organizada pela Academia de Artes e Ciências Cinematográficas.

## Elenco
- Miroslav Macháček - Professor
- Jana Brejchová - Jitka
- Radoslav Brzobohatý - Krtek
- Barbara Brylska - Med. assistant
- Marie Durnová - Zita
- Jana Krausová - Helena
- Jakub Zdenek - Uzlik